# 長崎バス茂里町営業所
長崎バス茂里町営業所（ながさきバスもりまちえいぎょうじょ）は、長崎県長崎市茂里町に存在した、長崎自動車の営業所である。

## 歴史
- 1954年4月1日 三菱製鋼長崎製鋼所より茂里町整備工場用として土地を購入。
- 1954年10月5日 整備工場が完成し、岩川町より移転[1]。
- 1956年2月1日 敷地内に本社を建設し、大波止より移転[2]。
- 1962年10月1日 茂里町営業所とバスターミナル開設。大波止営業所の長崎半島線と茂木営業所の業務が移管される[3][4]。
- 1966年10月22日 本社ビルが完成し移転、跡地に貸切営業所開設[5][6]。
- 2006年8月31日 敷地の再開発計画に伴い、稲佐橋営業所と同時に廃止[7]。
- 2008年9月22日 みらい長崎ココウォーク、バスターミナルオープン[7]。

## 概要
敷地自体は1954年より三菱製鋼より購入されており、当初は整備工場や本社ビルが建設されていた。営業所としては1962年より運用を開始し、自動車ターミナル法の適用を受けた長崎市内初のバスターミナルであった。
その後、複合商業施設を備えたターミナルビルを建設することが決まり、2006年8月31日をもって廃止された。跡地には2008年9月22日よりバスセンター付きの複合商業施設、みらい長崎ココウォークがオープン。バスターミナルはガラス張りの待合所形式になり、発車標も設置された。

## 廃止時の管轄路線
- 茂里町 - 長崎半島方面（柳営業所に移管）
- 中央橋 - 立山（大橋営業所に移管）
- 住吉 - 西崎団地（大橋営業所に移管）
- 長崎空港線（大橋営業所に移管）
- 中央橋 - 上横尾線（桜の里営業所に移管）

路線は野母崎線を全て柳営業所へ移管し、その他は複数の営業所へ分散された。

## 参考資料
- 長崎自動車50周年社史編集委員会『五十年の歩み 長崎自動車』1986年。
- 私鉄総連長崎自動車労働組合『私鉄の赤腕章 長崎自動車労組40年史』1996年3月3日。
- 長崎自動車75年史編集委員会『長崎自動車75年史 NAGASAKI BUS GROUP』2011年12月。
- 営業所再編に関するプレスリリース - 長崎自動車（2006年8月1日）